# Simulium degrangei
Simulium degrangei es una especie de insecto del género Simulium, familia Simuliidae, orden Diptera.
Fue descrita científicamente por Dorier & Grenier, 1960.